# Hans Eidenbenz
Hans Eidenbenz (ur. 30 stycznia 1900 w Bad Ragaz, zm. 29 sierpnia 1987) – szwajcarski skoczek narciarski, kombinator norweski i biegacz narciarski, olimpijczyk.

## Występy na IO
| Rok  | Igrzyska Olimpijskie | Konkurencja                           | Wyniki      |
| 1924 | Chamonix             | skoki narciarskie - skocznia normalna | 23. miejsce |
| 1924 | Chamonix             | biegi narciarskie - bieg na 18 km.    | 25. miejsce |
| 1924 | Chamonix             | kombinacja norweska - indywidualnie   | 15. miejsce |
| 1928 | Sankt Moritz         | kombinacja norweska - indywidualnie   | 19. miejsce |